# قصر خون: جنگ گل‌ها
قصر خون: جنگ گل‌ها (انگلیسی: Blooded Palace: The War of Flowers; کره‌ای: 궁중잔혹사 – 꽃들의 전쟁) یک مجموعهٔ تلویزیونی کره جنوبی سال ۲۰۱۳ با بازی کیم هیون جو، لی دوک هوا، سونگ سون می، جونگ سونگ مو، جونگ سونگ وون، کیم جو یونگ و گو وون هی است. این مجموعه از ۲۳ مارس تا ۸ سپتامبر ۲۰۱۳، روزهای شنبه و یکشنبه ساعت ۲۰:۴۵ (کی‌اس‌تی) از جی‌تی‌بی‌سی برای ۵۰ قسمت پخش شد.
قصر خون: جنگ گل‌ها به صورت آنلاین در یوتیوب پخش شد.

## بازیگران
- کیم هیون جو در نقش یام جون / گی این جو همسر پادشاه
  - لی چه می در نقش جوانی یام جون
- لی دوک هوا در نقش شاه اینجو
- شین سو یون در نقش سول هوا
- سونگ سون می در نقش همسر ولیعهد
- جونگ سونگ مو در نقش کیم جا جوم
- جونگ سونگ وون در نقش ولیعهد سوهیون
- کیم جو یونگ در نقش شاهزاده بزرگ بونگ ریم
- گو وون هی در نقش ملکه جانگ نیول
- جون ته سو در نقش نام هیوک[۳][۴]
- جونگ سون کیونگ در نقش هان اوک، مادر بانو جو
- سون بیونگ هو در نقش لی هیونگ ایک
- سو یی سوک در نقش سول جوک
- لی سول هی در نقش یو دوک
- لی سو یون در نقش بانو پارک
- کیم ها کیون در نقش چوی میونگ کیل
- هان این سو در نقش کیم سانگ هون
- کیم کیو چول در نقش شین کی وون
- وو هیون در نقش خواجه کیم این
- نام نونگ می در نقش مادر نام هیوک
- کیم سان در نقش ما بو ده
- کیم جونگ کیول در نقش کیم ریو
- لی یونگ اون در نقش پرنسس هیومیونگ
  - لی چه می در نقش جوانی پرنسس هیومیونگ
- جونگ یون-سوک در نقش امپراتور شون‌ژی

## جوایز و نامزدی‌ها
| سال  | مراسم جوایز                  | دسته‌بندی               | گیرنده      | نتیجه    |
| ---- | ---------------------------- | ---------------------- | ----------- | -------- |
| ۲۰۱۳ | دومین جوایز ستارگان ای‌پی‌ای‌ان | جایزه برترین بازیگر زن | کیم هیون جو | نامزدشده |